# Daniel Karrenberg
Daniel Karrenberg (né en 1959 à Düsseldorf) est un pionnier d'Internet en Europe de nationalité allemande et le président de l'Internet Society (ISOC) depuis 2006.
Administrateur du EUUG, Daniel Karrenberg a contribué à faire d'EUnet un réseau IP commercial au début des années 1990. Il est un membre fondateur du RIPE, et préside le RIPE NCC, premier Registre Internet régional, de sa fondation, en 1992, jusqu'en 1999.
Il en est aujourd'hui le Chief Scientist. Il a contribué au développement de la base de données du RIPE, au système de monitoring DNS dnsmon et au design de NSD, un serveur DNS autoritatif performant.
En 2001, il remporte le Prix Jon Postel pour ses contributions au développement d'Internet.
En 2012, il fait partie des 30 premiers visionnaires d'Internet honorés par l' Internet Hall of Fame.